# Stanley Kamel
Stanley Kamel (South River, 1º gennaio 1943 – Los Angeles, 8 aprile 2008) è stato un attore statunitense.
È noto principalmente per aver interpretato il ruolo dello psichiatra Charles Kroger nella serie televisiva Detective Monk.

## Biografia
Nato da una famiglia ebrea e cresciuto a South River, nel New Jersey, Kamel frequentò la Rutgers Preparatory School e iniziò la sua carriera di attore nei circuiti Off-Broadway, dopodiché si affermò sul piccolo schermo con il ruolo di Eric Peters nella soap opera Il tempo della nostra vita, nella quale recitò dal 1972 al 1976.
Affermatosi come attore prevalentemente televisivo, durante la sua carriera partecipò a diverse serie: Kojak, Charlie's Angels, Mork & Mindy, Colombo, Supercar, MacGyver, E.R. - Medici in prima linea, Settimo cielo, NYPD Blue, Star Trek: The Next Generation, Six Feet Under, Renegade e West Wing - Tutti gli uomini del Presidente.
Interpretò diversi ruoli ricorrenti in serie, come New York New York (1983-1988), nella parte del detective Mick Solomon, in Melrose Place (1994), come Bruce Teller, l'amministratore delegato di D & D Advertising, dove sono impiegati Amanda (Heather Locklear) e Allison (Courtney Thorne-Smith). Durante i primi otto episodi della sesta stagione di Beverly Hills 90210, apparve nel ruolo del malavitoso Anthony Marchette, e interpretò la parte del dott. Graham Lester in otto episodi della serie Murder One (1995-1996).
Al cinema apparve con meno frequenza, recitando - tra gli altri - nei film Domino (2005) di Tony Scott e Inland Empire - L'impero della mente (2006) di David Lynch.
Raggiunse notorietà internazionale nell'ultima parte della sua carriera, grazie all'interpretazione del dott. Charles Kroger nella serie poliziesca Detective Monk. In 43 episodi, dal 2002 al 2008, l'attore impersonò lo psichiatra che per diversi anni ha in cura Adrian Monk (Tony Shalhoub), assistendo con pazienza e affetto il detective nei suoi tentativi di superare la tragica morte della moglie Trudy, e restando spesso coinvolto nei casi in cui Monk è chiamato ad indagare.
L'8 aprile 2008, Kamel fu trovato morto per un attacco di cuore nella sua casa di Hollywood Hills. Aveva 65 anni. L'episodio Il signor Monk compra casa è espressamente dedicato alla sua memoria.

## Filmografia parziale

### Cinema
- Corvette Summer, regia di Matthew Robbins (1978)
- Making Love, regia di Arthur Hiller (1982)
- Star 80, regia di Bob Fosse (1983)
- Zombie News (Dead Men Don't Die), regia di Malcolm Marmorstein (1991)
- Ragnatela di bugie (Stonebrook), regia di Byron W.Thompson (1999)
- Domino, regia di Tony Scott (2005)
- Inland Empire - L'impero della mente (Inland Empire), regia di David Lynch (2006)
- Last Days, regia di Gus Van Sant (2006)

### Televisione
- Kojak – serie TV, 2 episodi (1974-1977)
- Charlie's Angels – serie TV, episodio 2x17 (1978)
- Captain America II: Death Too Soon, regia di Ivan Nagy – film TV (1979)
- L'incredibile Hulk (The Incredible Hulk) – serie TV, episodio 3x11 (1979)
- La famiglia Bradford  (Eight is Enough) – serie TV, episodio 5x09 (1981)
- New York New York (Cagney & Lacey) – serie TV, 7 episodi (1983-1988)
- Old Friends, regia di Michael Lessac – film TV (1984)
- Star Trek: The Next Generation – serie TV, episodio 1x06 (1987)
- Hunter – serie TV, 4 episodi (1987-1988)
- Colombo (Columbo) – serie TV, episodio 9x04 (1990)
- La signora in giallo (Murder, She Wrote) – serie TV, episodi 5x10-7x05 (1989-1990)
- Un detective in corsia (Diagnosis: Murder) – serie TV, episodi 1x05-2x12 (1993-1994)
- Melrose Place – serie TV, 13 episodi (1994)
- Beverly Hills 90210 – serie TV, 8 episodi (1995)
- The Guardian – serie TV, episodio 3x10 (2003)
- West Wing - Tutti gli uomini del Presidente (The West Wing) – serie TV, episodio 6x08 (2004)
- Detective Monk (Monk) – serie TV, 43 episodi (2002-2008)

## Doppiatori italiani
Nelle versioni in italiano delle opere in cui ha recitato, Stanley Kamel è stato doppiato da:
- Rodolfo Bianchi in La signora in giallo (ep. 5x10), Beverly Hills 90210
- Vittorio Stagni in Charlie's Angels
- Massimo Rinaldi in La famiglia Bradford
- Sergio Di Stefano in Top Secret
- Roberto Del Giudice in Star Trek: The Next Generation
- Ugo Maria Morosi in Onora il padre e la madre - L'omicidio dei Menendez
- Edoardo Nordio in La signora in giallo (ep. 7x05)
- Ennio Coltorti in Ragnatela di bugie
- Michele Gammino in Domino
- Gino La Monica in Detective Monk
- Dario Penne in Jane Doe